# Lamprolaima rhami
Colibri-de-garganta-grená ou beija-flor-de-asa-castanha (Lamprolaima rhami) é uma espécie de ave da família Trochilidae (beija-flores).
Pode ser encontrada nos seguintes países: El Salvador, Guatemala, Honduras e México.
Os seus habitats naturais são: regiões subtropicais ou tropicais húmidas de alta altitude.